# Barnabás Peák
Barnabás Peák (* 29. listopadu 1998) je maďarský profesionální silniční cyklista jezdící za UCI ProTeam Human Powered Health.

## Hlavní výsledky
2016
Národní šampionát
 vítěz silničního závodu juniorů
 vítěz časovky juniorů
Grand Prix Général Patton
 vítěz vrchařské soutěže
Mistrovství Evropy
7. místo časovka
8. místo silniční závod
2017
Národní šampionát
 vítěz silničního závodu do 23 let
2. místo časovka
vítěz Banja Luka–Bělehrad I
Tour de Hongrie
2. místo celkově
 vítěz soutěže mladých jezdců
 vítěz soutěže maďarských jezdců
5. místo GP Kranj
9. místo Törökbálint GP
2018
Národní šampionát
 vítěz silničního závodu
 vítěz časovky
Vuelta al Bidasoa
3. místo celkově
vítěz 2. etapy
Tour de Serbie
7. místo celkově
9. místo Gran Piemonte
2019
Tour de Normandie
vítěz 5. etapy
Národní šampionát
2. místo silniční závod
3. místo časovka
8. místo Grand Prix Cycliste de Gemenc II
2020
Národní šampionát
 vítěz časovky
5. místo silniční závod
2021
Národní šampionát
5. místo silniční závod
2022
Národní šampionát
2. místo časovka
3. místo silniční závod
2. místo Ronde van Drenthe
3. místo Visegrad 4 Kerékpárveseny
9. místo Tour du Doubs

### Výsledky na Grand Tours
| Grand Tour      | 2022 |
| --------------- | ---- |
| Giro d'Italia   | 110  |
| Tour de France  | —    |
| Vuelta a España | —    |

| —   | Nezúčastnil se |
| DNF | Nedokončil     |